# Уцзин цзунъяо

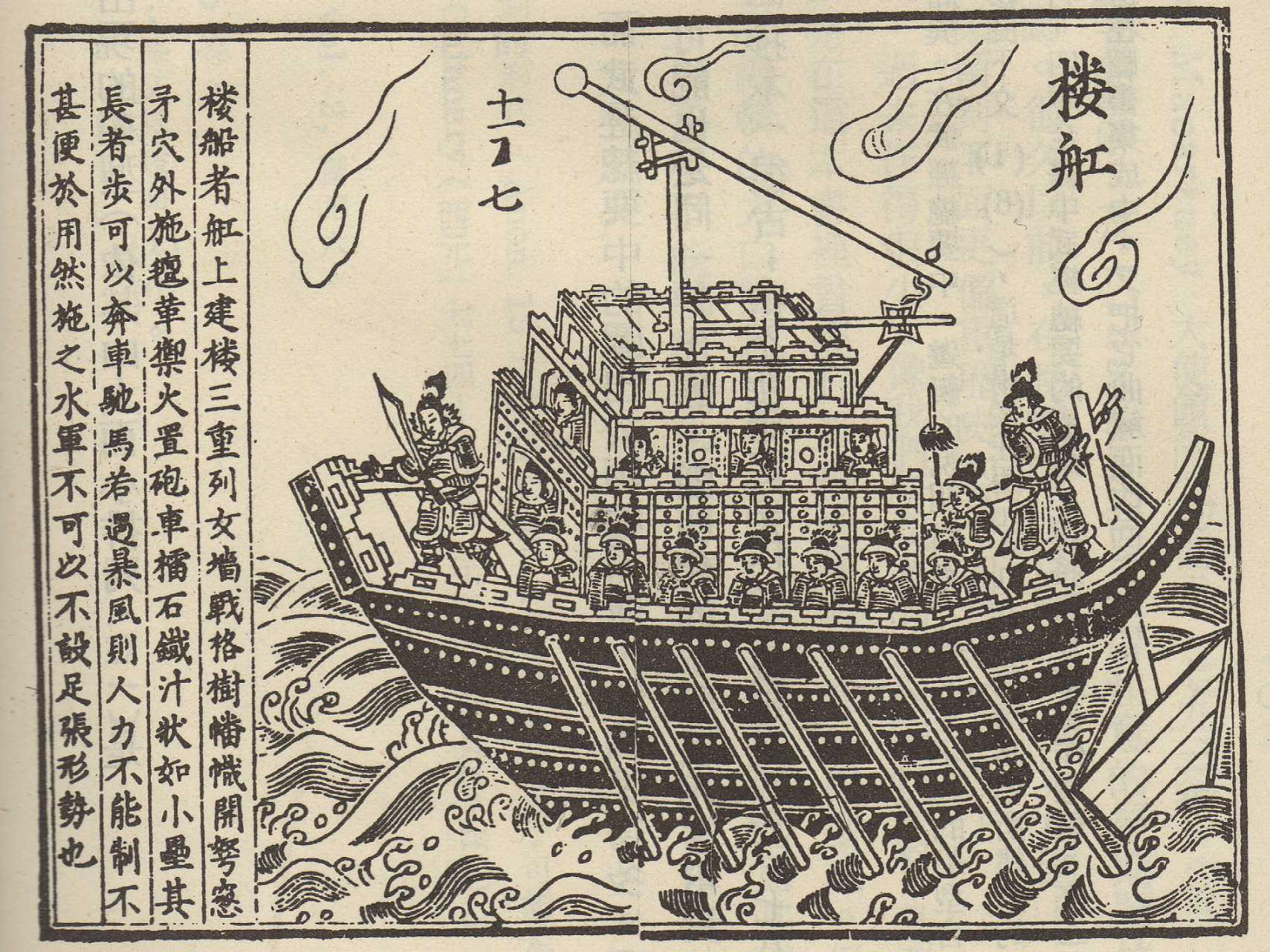
Китайский корабль с установленной на нём метательной машиной.

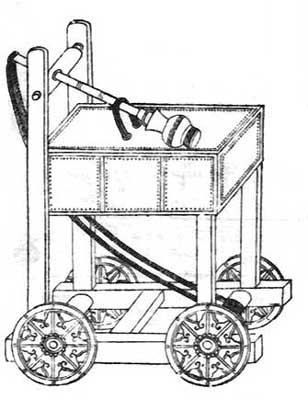
Метательное орудие.

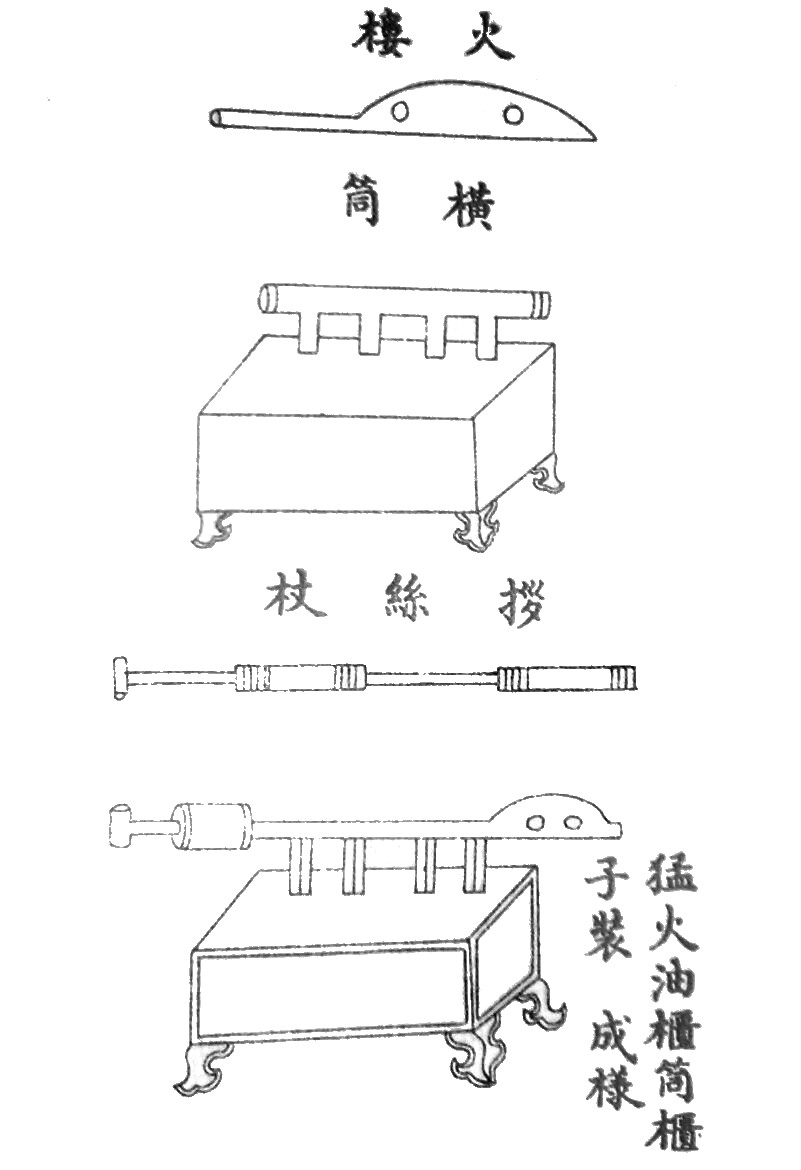
Огнемёт.

Уцзи́н цзунъя́о (кит. трад. 武經總要, упр. 武经总要, пиньинь wǔ jīng zǒng yào, буквально: «собрание наиболее важных военных методов») — китайский военный трактат, изданный в 1044 году при династии Северная Сун. Его составители — известные учёные Цзэн Гунлян, Дин Ду и Ян Вэйдэ. Трактат охватывает широкий круг вопросов, связанных с военными технологиями, в частности, в нём рассмотрены военные корабли, метательные машины, компас, огнемёт. Этот труд является первым в мире манускриптом, в котором приведены рецепты пороха.

## История
Трактат был составлен при императоре Жэньцзуне (1022—1063) группой китайских учёных в 1040—1044 годах. Основной автор — Цзэн Гунлян (кит. 曾公亮), его помощники — астроном Ян Вэйдэ (кит. 楊惟德) и учёный Дин Ду (кит. 丁度). Уцзин цзунъяо упоминается в числе других 347 трактатов, перечисленных в «Сун ши» — хронике династии Сун, входящей в сборник Двадцати четырёх историй. Из числа этих трактатов, до наших дней, помимо «Уцзин цзунъяо», сохранились только «Хуцяньцзин» (1004 г., Сюй Дун) и фрагменты некоторых текстов, включённых в «Юнло датянь». Оригинал «Уцзин цзунъяо», хранившийся в Императорской библиотеке Кайфына, был утерян после взятия города чжурчжэнями в 1126 году, тем не менее сохранилось несколько списков трактата. В 1231 году, на основе сохранившихся рукописей, в Южной Сун книга была переиздана. Трактат с некоторыми изменениями переиздавался при династии Мин — в 1439 и 1510 годах, причём издание 1510 года является наиболее полным. Издания, напечатанные позднее, представляли собой копии редакции 1510 года. К ним относятся 3 переиздания эпохи Мин, 2 — Цин и шанхайское издание 1934 года.

## Содержание

### Компас и навигация
В трактате упоминается сложный механический компас — Колесница, указывающая на юг. Кроме него, упоминается новое устройство, основанное на принципе термоостаточной намагниченности. Оно состояло из тонкой железной пластины в форме рыбы, которая особым образом нагревалась и погружалось в воду, так что голова рыбы всегда указывала на юг. Подобные компасы, однако, были вытеснены более эффективными магнитными компасами, впервые упомянутыми в 1088 году, в труде китайского учёного Шэнь Ко.

### Порох и пороховое оружие
Пороховое оружие в Китае впервые было использовано в конце IX или начале X века. В книге Уцзин цзунъяо приводится 3 рецепта пороха. Первый был предназначен для изготовления взрывающейся бомбы, метаемой посредством катапульты. Второй предназначался для создания зажигательной бомбы, снабжённой крюками, чтобы она могла зацепиться за деревянные сооружения. Третий рецепт описывал создание химической шашки, при горении выделяющей отравляющие вещества. Порох, по этим рецептам, кроме серы, селитры и древесного угля содержал также много других ингредиентов.

### Огнемёты
В трактате приводится описание конструкции и принципа действия огнемёта, аналогичного византийскому Греческому огню. Это оружие, возможно, попало в Китай в X веке через торговые контакты с арабами. Оно состояло из латунного резервуара, заполняемого горючей жидкостью, к которому крепилась металлическая труба. Через неё жидкость с помощью насоса подавалась наружу. Для воспламенения служил раскалённый железный стержень.